# Cibacapsa gulosa
Cibacapsa gulosa is een zakpijpensoort uit de familie van de Octacnemidae. De wetenschappelijke naam van de soort het in 1983 voor het eerst geldig gepubliceerd door het echtpaar Claude en Françoise Monniot.